# Döhlau
Döhlau település Németországban, azon belül Bajorországban. Lakosainak száma 3802 fő (2023. december 31.).

## Népesség
A település népessége az elmúlt években az alábbi módon változott:
| Lakosok száma | 1805 | 1122 | 4012 | 4036 | 3963 | 3920 | 3876 | 3856 | 3783 | 3802 |
|               | 1970 | 1975 | 2011 | 2012 | 2014 | 2015 | 2017 | 2019 | 2022 | 2023 |